# Базаев, Борис Георгиевич
Бори́с Гео́ргиевич База́ев (осет. Бӕзаты Георгийы фырт Борис; 4 июня 1954, пос. Южный, Пригородный район, Северная Осетия — 27 ноября 2021, Горки-6, Красногорский район, Московская область) — советский борец вольного стиля, чемпион СССР, обладатель Кубка мира. Мастер спорта международного класса по вольной борьбе. Заслуженный тренер РСФСР (1990).

## Биография
Родился 4 июня 1954 года в посёлке Южный Пригородного района Северной Осетии — Алании. С 15 лет занимался вольной борьбой у тренера Асланбека Дзгоева. Был очень хорошо развит физически. В 1975 году стал чемпионом СССР в Киеве и победителем Кубка мира в Толидо. Трижды выигрывал международные турниры (1972, 1975, 1976).
В 1982 году окончил Московский пищевой институт и работал старшим тренером в ЦСКА.

## Спортивные достижения
- Вольная борьба на летней Спартакиаде народов СССР 1975 года —
- Чемпионат СССР по вольной борьбе 1977 года —
- Чемпионат СССР по вольной борьбе 1978 года —
- Кубок мира по борьбе 1975 года —
- Трёхкратный победитель международных турниров (1972, 1975, 1976)